# Cinco de Mayo, Huatusco
Cinco de Mayo är en ort i Mexiko.   Den ligger i kommunen Huatusco och delstaten Veracruz, i den sydöstra delen av landet, 230 km öster om huvudstaden Mexico City. Cinco de Mayo ligger 1 154 meter över havet och antalet invånare är 290.
Terrängen runt Cinco de Mayo är kuperad. Runt Cinco de Mayo är det tätbefolkat, med 276 invånare per kvadratkilometer. Närmaste större samhälle är Huatusco de Chicuellar, 3,6 km norr om Cinco de Mayo. I omgivningarna runt Cinco de Mayo växer i huvudsak städsegrön lövskog.